# Connie Carpenter-Phinney

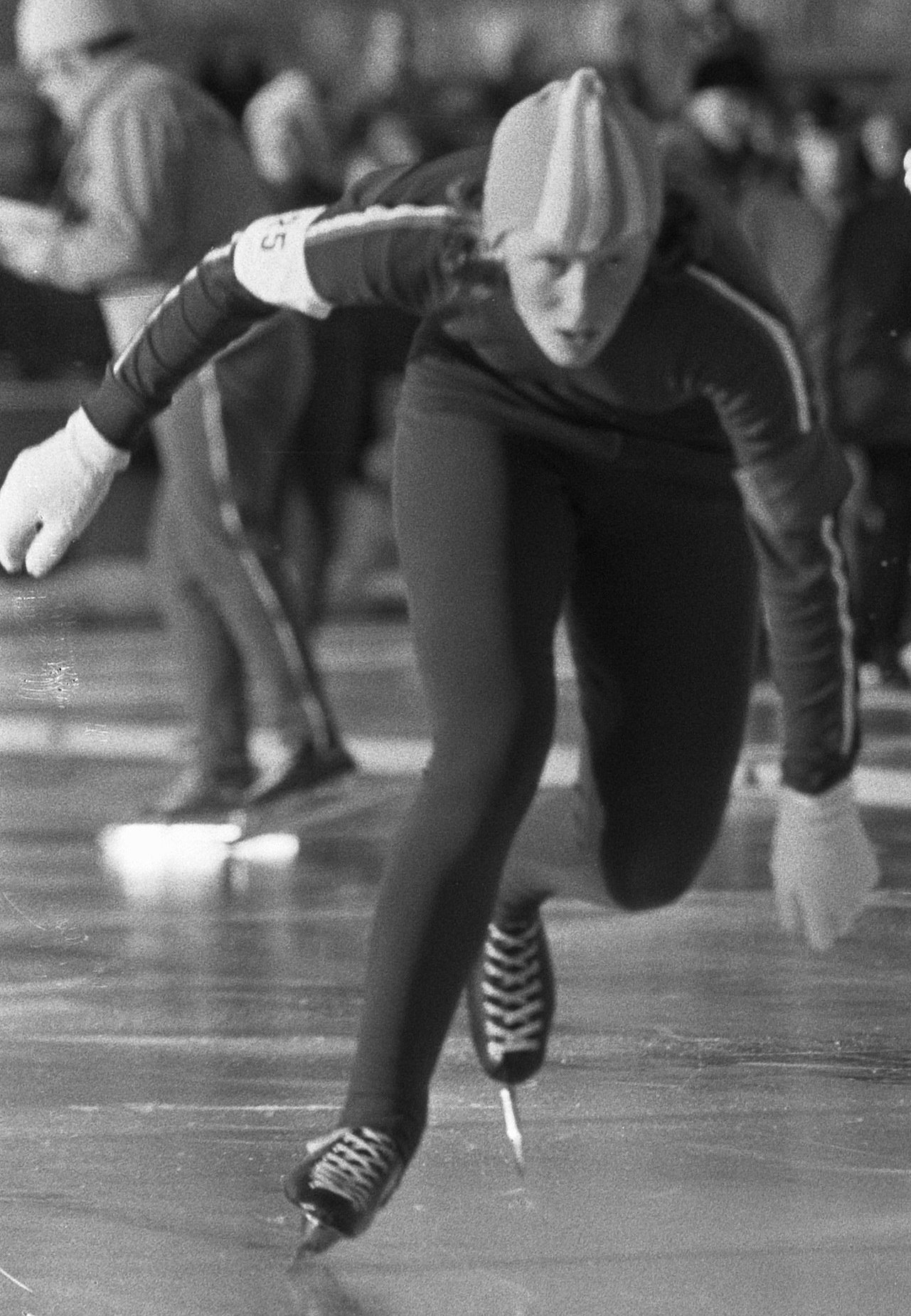
Connie Carpenter-Phinney (1974)

Helen Constance „Connie“ Carpenter-Phinney, geb. Carpenter,  (* 26. Februar  1957 in Madison, Wisconsin) ist eine ehemalige US-amerikanische  Radrennfahrerin, Eisschnellläuferin und Ruderin.

## Sportkarriere
Connie Carpenter-Phinney war eine vielseitige Sportlerin: Ihre sportliche Laufbahn begann sie als Eisschnellläuferin. Als solche nahm sie im Alter von 15 Jahren an den Olympischen Winterspielen 1972 in Sapporo teil und wurde Siebte über 1500 m. 1976 wurde sie US-amerikanische Meisterin im Mehrkampf, konnte aber wegen einer Verletzung am Knöchel nicht an den Olympischen Spielen teilnehmen. Während ihrer Studienzeit an der Universität Berkeley gehörte sie zum Ruder-Team der Hochschule, das die US-amerikanischen Meisterschaften gewann.
Schon während ihrer Zeit als Eisschnellläuferin hatte Connie Carpenter-Phinney im Sommer auf dem Rad trainiert; nach ihrer Verletzung wandte sie sich ganz dem Radrennsport zu. 1976, 1977 und 1979 wurde sie nationale Meisterin in verschiedenen Disziplinen auf Bahn und Straße. Insgesamt gewann sie als Radsportlerin zwölf US-amerikanische Meisterschaften.
Bei den Olympischen Spielen 1984 in Los Angeles gewann Connie Carpenter-Phinney die Goldmedaille im Straßenrennen, dem ersten für Frauen in der olympischen Geschichte. Sie schlug dabei ihre Landsmännin Rebecca Twigg um Zentimeter, indem sie den Tigersprung anwandte, den ihr Mann sie gelehrt hatte. Das Rennen wurde gleichzeitig als Weltmeisterschaft gewertet. Die Goldmedaille von Carpenter war die zweite Olympiamedaille für einen Radsportler aus den USA nach 72 Jahren; bei den Olympischen Spielen 1912 in Stockholm hatte Carl Schutte die erste, eine bronzene, gewonnen. Insgesamt errang Connie Carpenter-Phinney auch vier Medaillen bei Radweltmeisterschaften.

## Ehrungen
1990 wurde Conny Carpenter-Phinney in die United States Bicycling Hall of Fame aufgenommen.

## Familie und Beruf
Connie Carpenter-Phinney lebt heute in Boulder, Colorado, und organisiert „Bike Camps“. Ihr Hobby ist die Malerei. Sie ist verheiratet mit dem Radsportler Davis Phinney; das Ehepaar schrieb das Buch „Training for Cycling“. Der gemeinsame Sohn ist der Radrennfahrer Taylor Phinney.